# Seconde bataille de Rappahannock Station
Guerre de Sécession
Batailles
Campagne de Bristoe
- 1er Auburn
- 2e Auburn
- Bristoe Station
- Buckland Mills
- Rappahannock Station

La seconde bataille de Rappahannock Station est une bataille de la guerre de Sécession, livrée le 7 novembre 1863, en Virginie. Elle est le dernier affrontement majeur de la campagne de Bristoe.

## Le contexte

### Le contexte militaire
Après Gettysburg, en juillet, l'armée sudiste commandée par Robert Lee avait repassé le Potomac et regagné la Virginie. Amputée de deux corps envoyés soutenir l'armée du Tennessee, elle semblait plus vulnérable à une attaque nordiste.

## Les forces en présence

### Forces sudistes
Le corps de cavalerie sudiste est sous les ordres de JEB Stuart et est composé de deux divisions.
- Division du major général Wade Hampton (2 800 cavaliers, environ).
  - Brigade Jones
    - 6e régiment de cavalerie de Virginie
    - 7e régiment de cavalerie de Virginie
    - 12e régiment de cavalerie de Virginie
    - 35e bataillon de cavalerie de Virginie[4]

  - Brigade Butler
    - Légion de Cobb
    - Légion de Jeff Davis
    - Légion de Phillips
    - 2e régiment de cavalerie de Caroline du Sud

  - Brigade Baker
    - 1er régiment de cavalerie de Caroline du Nord
    - 2e régiment de cavalerie de Caroline du Nord
    - 4e régiment de cavalerie de Caroline du Nord
    - 5e régiment de cavalerie de Caroline du Nord
- Division du Major General Fitzhugh Lee (5 000 cavaliers, environ).
  - brigade W. H. F. Lee
    - 1er régiment de cavalerie de Caroline du Sud
    - 5e régiment de cavalerie de Virginie
    - 11e régiment de cavalerie de Virginie
    - 15e régiment de cavalerie de Virginie

  - Brigade Lomax
    - 1er bataillon de cavalerie du Maryland
    - 12e régiment de cavalerie de Virginie
    - 12e régiment de cavalerie de Virginie
    - 12e régiment de cavalerie de Virginie

  - Brigade Wickham
    - 1er régiment de cavalerie de Virginie
    - 2e régiment de cavalerie de Virginie
    - 3e régiment de cavalerie de Virginie
    - 4e régiment de cavalerie de Virginie

## Déroulement du combat

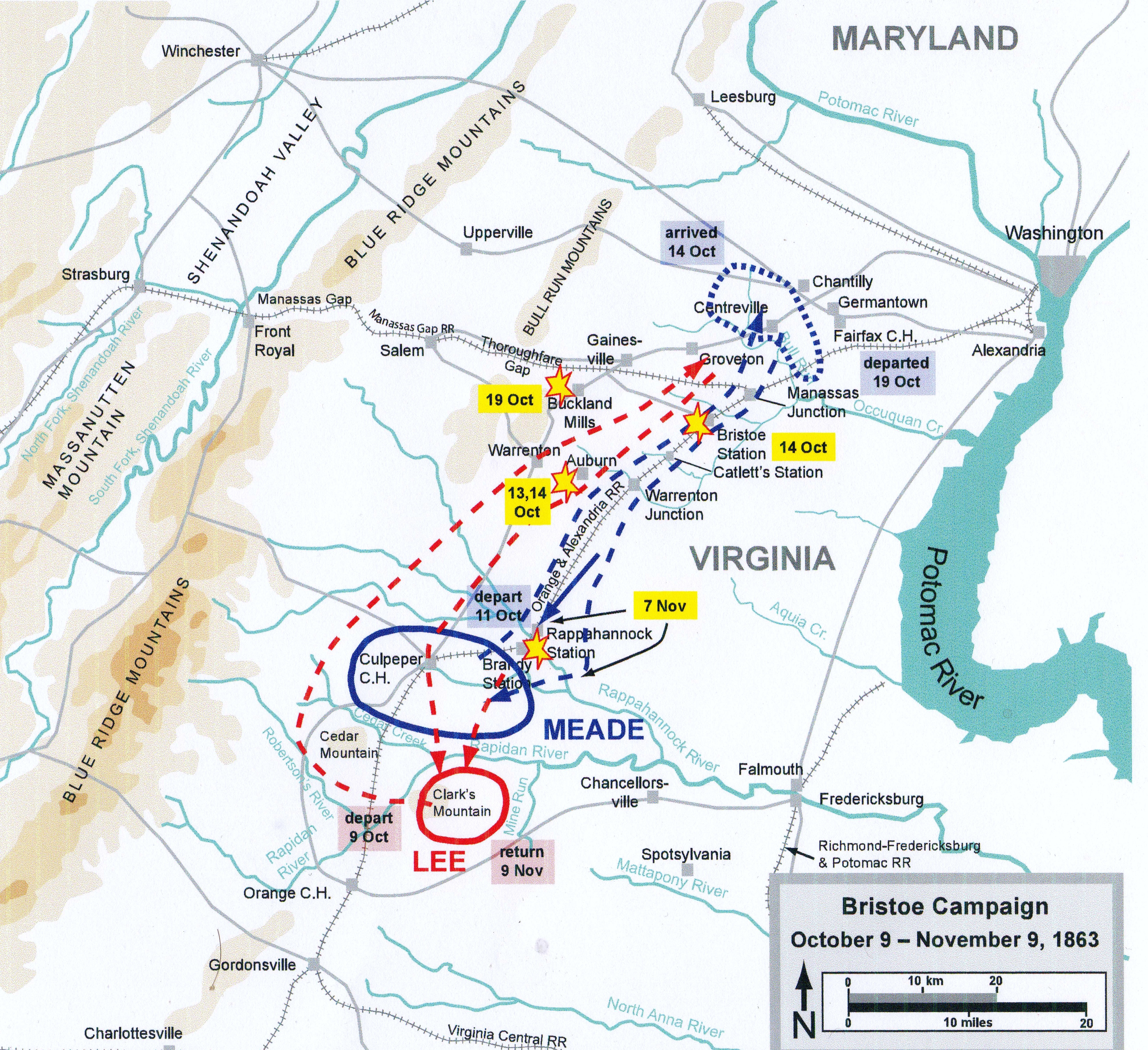
Carte des opérations de la campagne de Bristoe
sudistes
nordistes

## Sources
- (en) Cet article est partiellement ou en totalité issu de l’article de Wikipédia en anglais intitulé « Second Battle of Rappahannock Station » (voir la liste des auteurs).
- (en) James McPherson, The atlas of the civil war, Courage Books, 2005,  (ISBN 978-0-7624-2356-9), pages 138-139.
- (en) Edwin C Fishel, The secret war for the Union, Mariner Books, 1996,  (ISBN 0-395-90136-7), pages 542-543.
- (en) Mark M Boatner III, The Civil War Dictionary, Vintage Books, 1959, réédition 1987,  (ISBN 0-679-73392-2), pages 87-88.
- (en) David G Eicher, The longest night, a military history of the Civil War, Simon & Schuster, 2001,  (ISBN 0-684-84944-5), pages 596-598.
- (en) Shelby Foote, The Civil War, a narrative, tome 2, Vintage Books, 1963,  (ISBN 0-394-74621-X), pages 792-794.